# Arachnoidea (geslacht)
Arachnoidea is een mosdiertjesgeslacht uit de familie van de Arachnidiidae en de orde Ctenostomatida. De wetenschappelijke naam ervan is in 1903 voor het eerst geldig gepubliceerd door Moore.

## Soorten
- Arachnoidea raylankesteri Moore, 1903

Niet geaccepteerde soorten:
- Arachnoidea annosciae d'Hondt & Geraci, 1976 → Arachnoidella annosciae (d'Hondt & Geraci, 1976)
- Arachnoidea barentsia Kluge, 1962 → Arachnoidella barentsia Kluge, 1962
- Arachnoidea dhondti Franzén & Sandberg, 2001 → Arachnoidella dhondti (Franzén & Sandberg, 2001)
- Arachnoidea dubia d'Hondt, 1976 → Arachnoidella dubia (d'Hondt, 1976)
- Arachnoidea prenanti d'Hondt, 1976 → Arachnoidella prenanti (d'Hondt, 1976)
- Arachnoidea protecta Harmer, 1915 → Arachnoidella protecta Harmer, 1915
- Arachnoidea thalassae (d'Hondt, 1978) → Arachnoidella thalassae (d'Hondt, 1979)